# Ivar Hansson
Ivar Hansson, är en svensk friidrottare som tävlade framgångsrikt i stavhopp. Han tävlade för IS Göta från Helsingborg och vann SM-guld i stavhopp 1905 med ett hopp på 2,99 meter.